# 维尔茨河
维尔茨河（德语、法语：Wiltz）是一条流经比利时和卢森堡的河流，在格伯尔斯米勒汇入绍尔河。克莱沃河是维尔茨河的支流。 